# 云实球针壳
云实球针壳（学名：Phyllactinia caesalpiniae）是属于白粉菌目白粉菌科球针壳属的一种真菌，寄生在云实科植物上。该种分布于中国、日本。